# Bernard Fixot
 (mai 2013).
Pour les articles homonymes, voir Fixot.
Bernard Fixot, né le 6 octobre 1943 à Villejuif (Val-de-Marne), est un éditeur français, fondateur et président du conseil de la maison XO éditions. Par ailleurs, il est président de la société Bernard Fixot LLC, basée à Los Angeles.

## Biographie

### Son enfance
Bernard Fixot est un Breton qui a grandi dans la banlieue sud de Paris, à Arcueil. Son père était policier au commissariat de Gentilly, sa mère était gardienne dans une usine. C’est à l’école communale d’Arcueil qu’il a appris à lire. Il continue ses études au Cours complémentaire de Bagneux où il se découvre une passion pour les livres, passion qui va définitivement orienter sa vie professionnelle. Après un bref passage au lycée Henri-IV, il décide de quitter prématurément l’école, avec l’idée de rejoindre, par quelque moyen que ce soit, le monde de l’édition[réf. nécessaire]. Son seul diplôme est le certificat d’études primaires.
Des années plus tard, il découvrira avec amusement qu’il a appris à lire avec la même institutrice – Mme Tap -  que l’écrivain Jean Teulé et le créateur de mode Jean-Paul Gaultier.

### Parcours professionnel: sa passion pour les livres

#### 1960-1969: Hachette
Autodidacte, il commence sa vie professionnelle à 17 ans, il sera pendant trois ans magasinier chez Hachette, puis devient, après son service militaire, représentant pour Le Livre de poche et le département jeunesse pendant deux ans, puis représentant Gallimard pendant les deux années suivantes.

#### 1969-1978: Gallimard
En 1969, il quitte Hachette pour devenir représentant multicartes indépendant.  Cette même année, les Éditions Gallimard se séparent du Groupe Hachette et lui proposent un poste d’attaché commercial qu’il accepte.
Il devient à 27 ans directeur des ventes puis directeur commercial du groupe Gallimard  (Éditions Gallimard, Éditions Denoël, Mercure de France). Il organise alors la création des équipes commerciales de Gallimard et participe au lancement de Folio ainsi qu’à la création du Département Gallimard Jeunesse avec Pierre Marchand et Jean-Olivier Héron. Après sept ans, le succès de la distribution autonome de Gallimard étant assuré, il quitte l’entreprise.

#### 1978-1987: Hachette

##### 1978: Édition n° 1
En 1978, Hachette, alors dirigé par Jacques Marchandise et Gérard Worms, lui propose de réorganiser les services commerciaux d’Hachette Livre et de créer Édition no 1, première maison d’édition qui associe un éditeur traditionnel (Hachette) à un média (Europe 1). Il accepte, à la condition de créer deux ans plus tard une maison d’édition à 50/50 avec Hachette.
Les principaux succès d’Édition no 1 seront le Livre Guinness des records, le Livre mondial des inventions de Valérie-Anne Giscard d’Estaing, devenue en 1987 son épouse, les livres de Pierre Bellemare et de Paul-Loup Sulitzer.

##### 1980: Éditions BFB
En 1980, tout en continuant à diriger Édition no 1, il crée comme prévu en association avec Hachette les Éditions BFB, qu’il partage avec Bernard Barrault. Cette maison, d’un caractère littéraire, a publié notamment les livres de Philippe Djian, de Sylvie Caster, ainsi que Histoires brèves – plusieurs recueils de nouvelles inédites écrites par des auteurs français de renom.

##### 1983: Grande Diffusion Hachette
En 1983, Jean-Luc Lagardère rachète Hachette et demande à Bernard Fixot de devenir directeur de la branche Grande Diffusion, comprenant notamment le Livre de poche et Hachette Jeunesse, tout en conservant ses deux maisons d’édition.
Il rénove les couvertures du Livre de Poche, en organisant un concours pour tous les graphistes de France, qui sera remporté par un jeune soldat appelé. Cette couverture sera utilisée pour créer la collection « Biblio ». Parallèlement, il relance également les collections « Bibliothèque rose » et « Bibliothèque verte ».

##### 1984: Grands écrivains
En 1984, il a créé la collection « Grands écrivains », en coédition avec le Groupe de presse Filipacchi, en particulier Roger Thérond à Paris Match et la radio Europe 1. L’idée était d’intéresser le très grand public, y compris les non-lecteurs, à la littérature, en proposant dans le circuit de la presse un magazine racontant la vie d’un écrivain, accompagné d’un des romans de cet auteur. Cette collection comprendra 100 numéros, obtiendra le soutien et le concours de l’Académie Goncourt, et sera vendue dans les points de presse à plus de 10 millions d’exemplaires en 2 ans.
À la demande de Pierre Barret, président d’Europe 1, il devient parallèlement Directeur général de promotion et spectacles d’Europe 1. Il animera, une heure par semaine avec Michel Drucker, une émission hebdomadaire où il racontera la vie de l’écrivain de la semaine. Fort du succès de « Grands écrivains », Bernard Fixot lancera trois ans plus tard, avec les mêmes partenaires, la collection « Grands peintres » qui sera vendue à[pas clair] de 5 millions d’exemplaires après un lancement mémorable : un concours dont le 1er lot était un authentique tableau de Renoir.

#### 1987: Éditions Fixot

##### 1988: TF1 Éditions
En 1988, il crée une nouvelle maison, TF1 Éditions, au sein de laquelle il publie des livres en rapport avec la chaine de télévision : ouvrages sur la santé avec la collection Santé à la Une et la publication du Grand livre de la santé de Mayo Clinic, livres de cuisine de Joël Robuchon, alors présentateur de l’émission « Cuisinez comme un grand chef », novélisations de feuilletons, albums consacrés aux grands évènements sportifs, etc.

##### 1990: Berlitz
En 1990, il crée avec Berlitz une collection d’apprentissage des langues qui connaîtra un réel succès : Yes I can pour l’anglais, Si yo puedo[Qui ?] pour l’espagnol, Se io posso pour l’italien.

#### 1993-1999: Éditions Robert Laffont
En 1993, Christian Brégou, Président de la CEP (qui deviendra plus tard le groupe Editis), lui demande de reprendre les prestigieuses Éditions Robert Laffont. Celles-ci étaient depuis plusieurs années en décroissance, Robert Laffont, qui les avait créés en 1941, avait été obligé de s’en éloigner pour des raisons de santé. Bernard Fixot accepte avec enthousiasme, et fusionne sa maison - les Éditions Fixot - avec les Éditions Robert Laffont. Il devient alors Président des Éditions Robert Laffont, Seghers, Julliard et Fixot. Il réorganise la maison avec Antoine Audouard, et confie la direction de Julliard à Bernard Barrault qui, en cinq ans, lui redonnera tout son lustre.
En six ans, le groupe Robert Laffont reprend sa place parmi les grands éditeurs de littérature générale. Ces années verront notamment la renaissance du feuilleton historique avec :
- Christian Jacq qui publiera 5 volumes de Ramsès en un an et vendra plus de 13 millions d’exemplaires dans le monde entier (traduit en plus de 30 langues) ;
- Max Gallo qui publiera un Napoléon en 4 volumes, objet d’une adaptation remarquée pour la télévision en 2002 (mini-série de 4 x 100 minutes, produite par Jean-Pierre Guérin et réalisée par Yves Simoneau, avec dans les rôles principaux, Christian Clavier pour Napoléon, Isabella Rossellini pour Joséphine de Beauharnais, Gérard Depardieu pour Joseph Fouché et John Malkovich pour Talleyrand).

Ces 6 années verront également la poursuite de la publication des documents « Fixot » :
- On n’est pas sérieux quand on a dix-sept ans de Barbara Samson (premier témoignage sur le sida) ;
- Le Journal de Zlata de Zlata Filipovic, jeune adolescente bosniaque de 12 ans ; Bernard Fixot s’est démené avec succès pour la faire sortir avec ses parents de Sarajevo en guerre. Traduit en 32 langues, best-seller aux États-Unis. Droits de cinéma cédés à Universal ;
- Noa Rabin, à la suite de l’assassinat de son grand-père, Yitzhak Rabin ;
- Phûlan Devî, La Reine des bandits (Inde).

ainsi que la poursuite des grandes biographies et autobiographies: James Goldsmith, Olivier de Kersauson ou encore Catherine Allégret avec Des souvenirs et des regrets aussi et l’enrichissement de la collection « Best-sellers » avec de nouveaux auteurs étrangers tels que Nicholas Sparks, Preston & Child, Kathy Reichs, Daniel Silva.
En 1997, Bernard Fixot publie l’ouvrage collectif dont il a eu l’idée : Le Livre noir du communisme. La sortie de l’ouvrage, qui dressait pour la première fois un bilan complet des victimes des régimes communistes, fut accompagnée de violentes polémiques, et connaîtra un succès mondial, avec plus de 26 traductions. À souligner également la publication du titre Le Scaphandre et le Papillon de Jean-Dominique Bauby, et la signature du premier roman de Marc Levy Et si c'était vrai..., tous deux vendus à Steven Spielberg qui a produit les films.

#### Depuis 1999: XO Éditions
Ayant accompli sa mission  chez Laffont, Bernard Fixot  crée en 1999 avec Edith Leblond et le groupe EDITIS les Éditions XO, qu’il installe dans la Tour Montparnasse, et dont la politique éditoriale repose sur une production volontairement limitée (15 à 20 titres par an) pour concentrer sur chaque ouvrage un maximum de moyens et en optimiser ainsi la diffusion, en France et à l’étranger. 

Cette politique éditoriale, très innovante et ambitieuse, a pour objectif de découvrir de nouveaux talents et de réintroduire des auteurs français dans les listes des meilleures ventes mondiales. Ce qui fut fait en 13 ans avec :
- 297 titres publiés ;
- 230 titres classés dans les listes de best-sellers ;
- 173 titres vendus à l’international.

Parmi les auteurs publiés chez XO, on peut citer :
- Romans : Guillaume Musso, Christian Jacq, Romain Sardou, Mireille Calmel, Nicolas Vanier, José Frèches, Cyril Massarotto, Bernard Minier, Nicolas d'Estienne d'Orves, Valéry Giscard d'Estaing, Gilbert Bordes, Elena Sender, Myrielle Marc, Michel de Grèce, David Khayat, Christine Bravo ;
- Biographies : Max Gallo, Charles Napoléon ;
- Autobiographies : Íngrid Betancourt, Farah Pahlavi, Mireille Darc, Jean-Claude Brialy, Sylvie Vartan, Jean-Marie Bigard, Michel Sardou, Patrick Sébastien, Jean-Marie Périer, Marie-Christine Barrault, Didier Barbelivien, Jean-Jacques Debout, Nana Mouskouri, Tarita Brando, Pierre Guillaume, Dominique Baudis, Daniel Filipacchi ;
- Essais : Nicolas Sarkozy, Luc Ferry, Jacques Attali, Christine Ockrent ; Emmanuel Macron
- Documents : Mike Horn, Edouard et Mathilde Cortès ;
- Ouvrages pratiques : Nadia Volf, Élizabeth Teissier, Nitya Varnes ;
- Livres jeunesse : Sophie Audouin-Mamikonian (Tara Duncan), Anne Plichota et Cendrine Wolf (Oksa Pollock), Lucie Leprêtre.

À noter que Guillaume Musso, qui a publié 10 romans chez XO, est le romancier français numéro un des ventes  depuis deux ans avec plus de 1,5 million de livres vendus chaque année en France (source GFK).
Parallèlement à XO, Bernard Fixot crée en 2002, avec Édith Leblond et Philippe Robinet, Oh ! Éditions et publie des témoignages exemplaires sur la condition des femmes dans le monde (crimes d’honneur, mariages forcés, femmes battues, inceste) ainsi que des documents sur divers phénomènes de société (drogue, alcoolisme, anorexie, euthanasie, précarité, etc.).
En 2013, il crée à Los Angeles la société Bernard Fixot LLC afin de s’impliquer complètement dans la vente des livres de XO au cinéma.

## Distinctions
- Officier de l'ordre des Arts et des Lettres
- Chevalier de l'ordre des Palmes académiques
- Chevalier de la Légion d'honneur
- Officier de l'ordre national du Mérite

## Vie privée
Il s'est marié à New York le 4 décembre 1987 avec Valérie-Anne Giscard d'Estaing, galeriste fille du président Valéry Giscard d'Estaing. Ils ont deux enfants, Guillaume et Iris.